# Szociálturizmus
A szociálturizmus a szociálpolitikai szempontok figyelembe vételével lebonyolódó turizmusra utal.

## Fogalma
A turizmus olyan általános jog, amelyet meg kell próbálni mindenki számára érvényesíteni. Szociálturizmusról az alábbi három feltétel teljesülése esetén beszélhetünk:
- Valóban olyan helyzet áll fenn, amelyben egy személy teljesen vagy részben képtelen kimerítően élni a turizmushoz való jogával. Ennek fizikai vagy szellemi fogyatékosságból, személyes vagy családi elszigeteltségből, korlátozott mozgásképességből, földrajzi hátrányokból, illetve számos egyéb tényezőből eredő, illetve gazdasági okai lehetnek, amelyek tényleges akadályt jelentenek.
- Valaki – legyen az állami vagy magánintézmény, vállalat, szakszervezet vagy bármiféle szervezett csoportosulás – vállalkozik arra, hogy leküzdje vagy csökkentse az emberek turizmushoz való jogának érvényesítése előtt álló akadályt.
- Ez a fellépés valóban eredményes, és hozzájárul ahhoz, hogy egy csoport a fenntarthatóság, a hozzáférhetőség és a szolidaritás elveinek teljesülése mellett üdülhessen.

A központi költségvetésből származó támogatással az ún. támogatott üdültetéssel üdülhettek a kedvezményezettek (magyar munkavállalók munkanélküliek, nyugdíjasok, gyesen és gyeden lévők).

## Története Magyarországon
A belföldi turizmus nem az utazásszervezés tárgykörébe tartozik, hanem a szociálturizmuséba.[forrás?]
 A szociálturizmusnak két ága volt: 1. nagyvállalati, saját üdülők 2. szakszervezetek által működtetett üdülők.
A második világháború után a nyugati országokba csak korlátozottan lehetett utazni, ezért Európa kettéosztottsága is szerepet játszott abban, hogy fellendült a belföldi utazások igénye. A szociálturizmust a politika működtette és nem piaci tényezők. Volt szakszervezeti beutaló, és voltak szakszervezeti szállodák.  A Balaton a „szocialista tenger”, tengerpótlónak volt tekinthető. A déli parton sorra épültek a betonszállodák. Budapesten az 1960-as évek előtt nem volt szállodaépítés. 1969-ben a Duna Intercontinental magyar tőkéből épült fel, de nyugati szállodalánc tagjaként. Szimbolikus és presztízskérdés volt, a nyugati megnyitás kezdetekor. Hírességek jártak ide: Elizabeth Taylor, Richard Burton, The Beatles. 1970-ben a vadászati világkiállítás miatt épültek szállodák: Hotel Wien, Volga Szálló (1971), a tatai Diana Szálló.
Az 1960-as évek vége felé, igaz kis méretekben, de megindult az utazás nyugat felé. 
A nagy szállodaépítési program-osztrák beruházás volt. 6000 magas kategóriájú szálláshelyet terveztek.Előfeltételei: 1978-ban eltörölték a vízumkényszert Magyarország és Ausztria között, a svédek a finnek, Málta vonatkozásában. Osztrák hitelkeretből 300 millió dolláros hitelkeret állt rendelkezésre az infrastruktúra fejlesztésére 1978–1985 között. (Szálláshely és közlekedés). Felépült a Ferihegy II/A (1985 – hangárok, terminálok), a hegyeshalmi (1982), kópházai határátkelők (1985) és a dunaparti szállodasor: Fórum (1981), Atrium Hyatt (1982). Nagyobb fővárosi szállodák is ekkor épülnek: Novotel (1982) és Kongresszusi Központ (1984), Hotel Buda Penta (1982), Hotel Taverna (1985), Budapest Hilton (1977), Thermal Hotel Margitsziget (1979). Szállodabővítések: Sport szállóból Flamenco (1983), Szabadság Szállóból Grand Hotel Hungária (1983-1985).
Szolgáltatásbővítés: a balatoni szállodáknál külső uszodák, sportlétesítmények létrehozása.
1990-től a volt szocialista országok lakosai az anyagi állapotuk mértékében már nyugatra utaztak szívesebben. A magyar turizmusban ez hátrányosan jelent meg. Vidéki szállodák sora veszítette el látogatóit.

## Az új szociálturisztikai szervezet létrejötte
A kedvezményes üdültetés lényegében állami feladatának ellátása a rendszerváltásig  terjedő  évtizedekben a Szakszervezetek Országos Tanácsa (SZOT) szervezésében folyt. Az 1980-as években a közvetlenül állami költségvetésből gazdálkodó SZOT a kedvezményes üdültetésben teremtett vezető szerepét fokozatosan átadta a vállalati szférának. A kedvezményes üdültetés férőhelyéből a SZOT ebben az időszakban csak 23—24 százalékkal részesedett.   
A rendszerváltás során egyrészt új szakszervezeti tömörülések jöttek létre, másrészt egyre nyilvánvalóbbá vált, hogy az állam által e feladatok ellátásához a SZOT rendelkezésére bocsátott üdülési célokat szolgáló vagyon hatékony működtetése nem megoldott. 

### Magyar Nemzeti Üdülési Alapítvány
Az Érdekegyeztető Tanácsban megvitatták a kedvezményes üdültetés továbbfejlesztésének lehetőségeit, és széles körű konszenzus alapján megállapodtak abban,  hogy az Üdülési és Szanatóriumi Főigazgatóság kezelésében lévő üdülővagyon további hasznosítása érdekében Magyar Nemzeti Üdülési Alapítvány elnevezéssel alapítványt hoznak létre.  E széles körű megegyezés alapján az 1992. évi LI. törvény kivonta az Üdülési és Szanatóriumi Főigazgatóság által üzemeltetett üdülővagyont a társadalmi szervezetek kezelői jogának megszüntetéséről szóló jogszabályok hatálya alól (A többször módosított 1990. évi LXX. törvény 6. § (2) bekezdésének, valamint A szakszervezeti vagyon védelméről szóló 1991. évi XXVIII. törvény 2. §-ának és 10. §-ának hatálya alól).
1992-ben az Üdülési és Szanatóriumi Főigazgatóságot felváltotta a Magyar Nemzeti Üdülési Alapítvány (rövidítése: MNÜA), amelynek tulajdonába került az egykori szakszervezeti üdülővagyon.A Magyar Nemzeti Üdülési Alapítvány az 1992. évi LI. törvénnyel jött létre, az Üdülési és Szanatóriumi Főigazgatóság (mint társadalmi szervezet, azaz a szakszervezetek, által alapított költségvetési szerv)  jogutódjaként.
Az üdültetési támogatás keretében, annak korlátozott volta miatt, a lakosság kis részének (140-160 ezer fő/év) igényeit volt kielégíteni ez a rendszer. A támogatás évente 800 millió Ft volt, ami változatlan értékű volt, de relatív értéke évről évre csökkent. Szükségessé vált egy újabb szociálturisztikai rendszer létrehozása.

### Az üdülési csekk
A MNÜA 1998. január 1-jétől bevezette a szociálturisztika rendszerének új eszközeként az üdülési csekket. Az üdülési csekk készpénzt kímélő (helyettesítő) fizetési eszköz. Belföldi üdülési szolgáltatások (szállás, és azokhoz kapcsolódó más szolgáltatások) ellenértékének kiegyenlítésére használható.  Névre szól, a kibocsátástól számított 1 évig érvényes; át nem ruházható és készpénzre sem váltható.
A személyi jövedelemadó törvény  1998. évi módosítása  értelmében a névre szólóan kiállított üdülési csekk természetbeni juttatásnak minősült, amelyet a nevezett dolgozó kifizetőhelye magánszemély részére adhat, a csekk névértékének 50%-ig, de személyenként évente 10 000 Ft-ig adómentesen.
A rendszer működtetése céljából a MNÜA megalapította a Nemzeti Üdülési Szolgálat Kft.-t.

## A Nemzeti Üdülési Szolgálat
A Nemzeti Üdülési Szolgálat Kft. tevékenysége során forgalmazza a rendszer működési alapjául szolgáló üdülési csekket, azokat értékesíti a támogató szervezetek (vásárlók) részére, létrehozza, és fenntartja a jogviszonyokat az egyes turisztikai szolgáltatókkal, utazási irodákkal. (Elfogadóhelyek) ellátja a rendszerirányítását és pénzügyi elszámolását, általános felügyeletet gyakorol a rendszer hatékony és jogszerű működése felett.
A MNÜA ebben a rendszerben nemcsak rendszergazdaként, de támogatóként is részt vesz. A rendelkezésére álló támogatási forrásból, a tulajdonában álló HUNGUEST Travel irodahálózaton keresztül, rászorultsági elven differenciált mértékű adómentes támogatást nyújt inaktív rétegek számára.